# Aktivní naklápění vozidla
Aktivní naklápění vozidla je projekt naklápění vozidla dovnitř zatáčky, prvně[zdroj?] publikovaný již v r. 1982, který používá snímač příčného zrychlení a aktivní vypružení vozidla. Vyžaduje také mezinápravovou regulaci se vzduchohydraulickými pružinami a s hydraulickým šroubovým čerpadlem jako regulátorem. Zahrnuje v sobě statickou regulaci a pracuje s minimálním příkonem. Zvyšuje bezpečnost a pohodlí jízdy.

## Aktivní naklápění vlaků
Od 60. let 20. století se v různých evropských zemích experimentovalo s železničními vozy s pasivním naklápěním (zavěšené nad těžištěm) i s aktivním naklápěním. V Česku jsou nejznámější italské vlaky Pendolino, které provozují ČD. První prototyp naklápěcího vlaku  společnosti Fiat (nyní ALSTOM Ferroviaria) ETR 401 byl uveden do provozu v roce 1976.